# 傳統市場

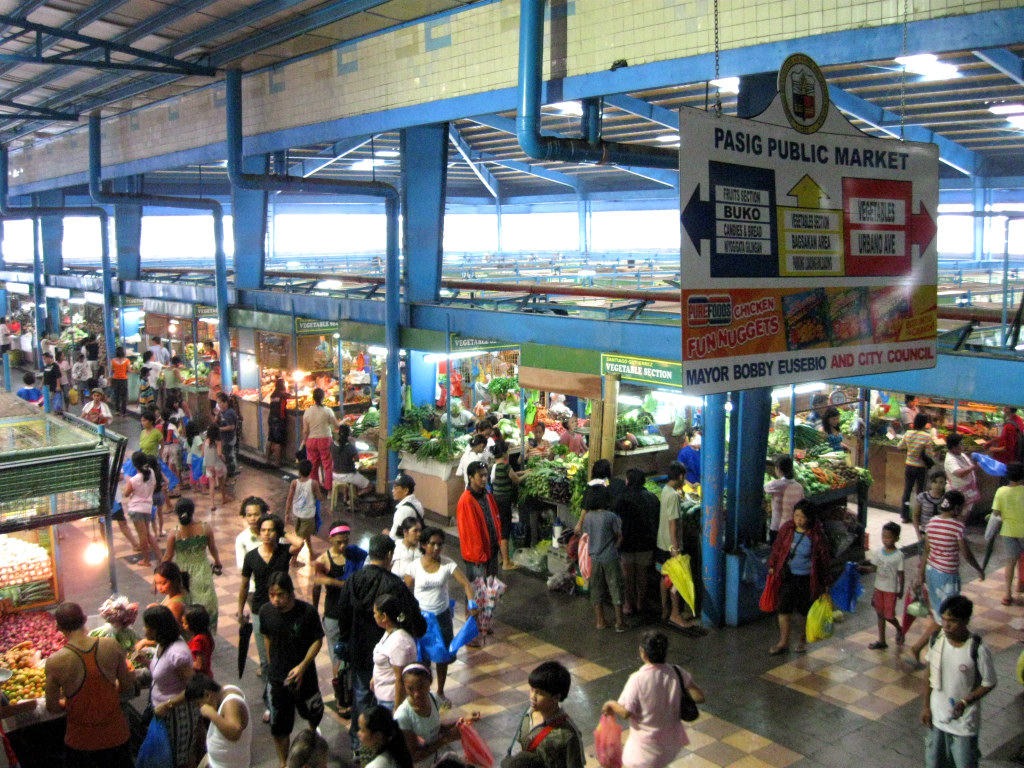
菲律賓巴石市的傳統市場

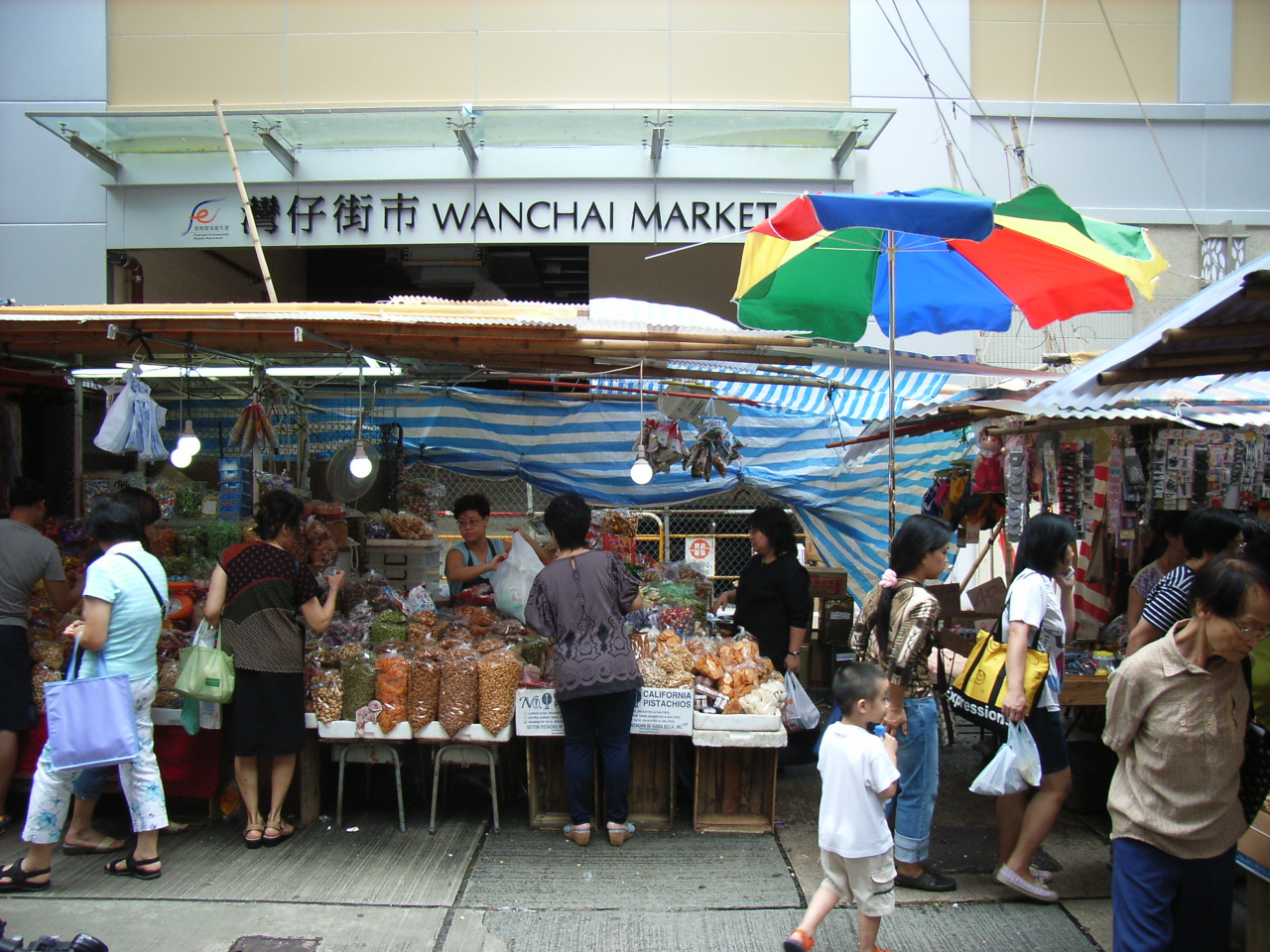
香港的街市商販

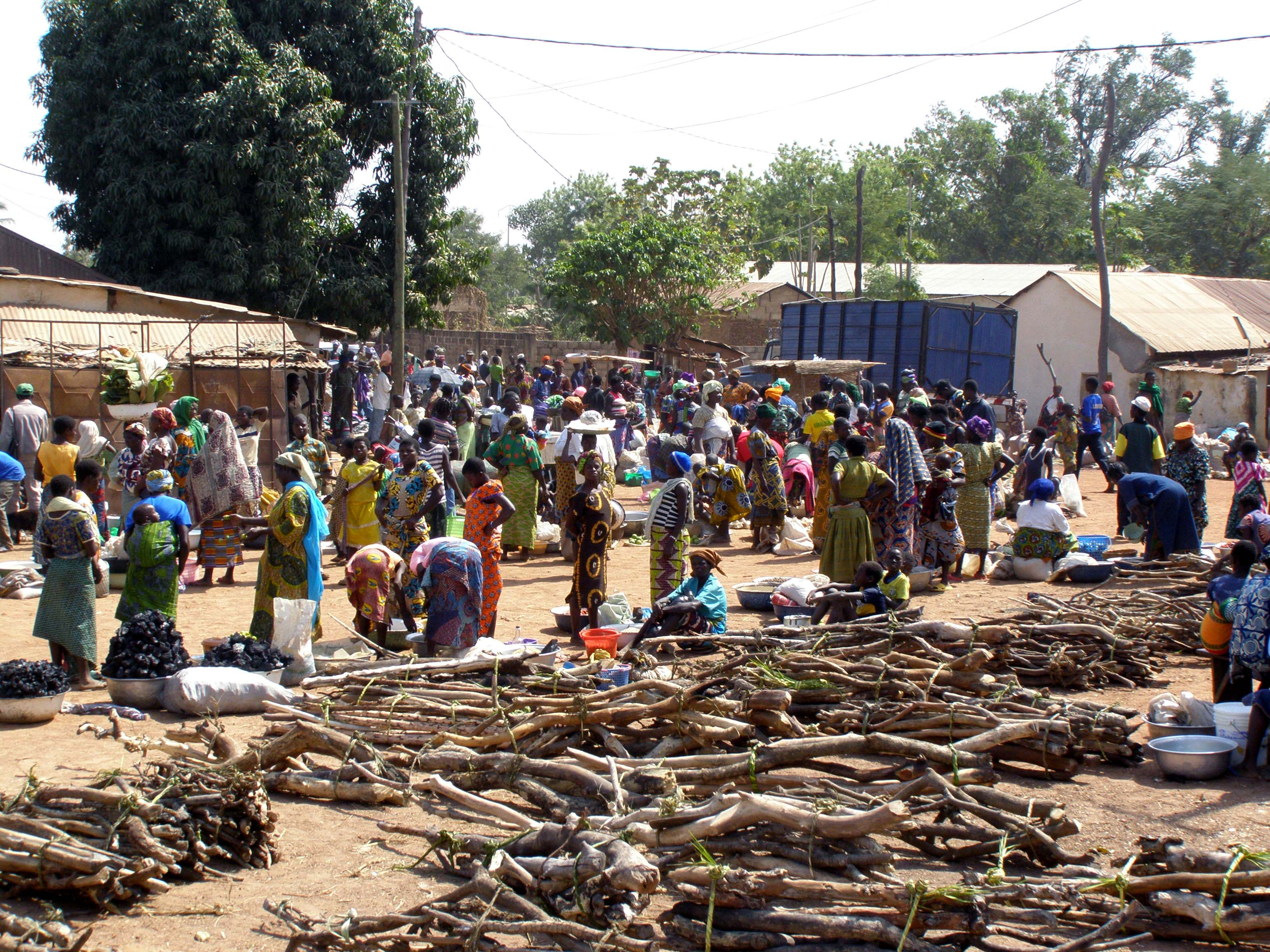
多哥尼亞姆圖古的非洲傳統市場

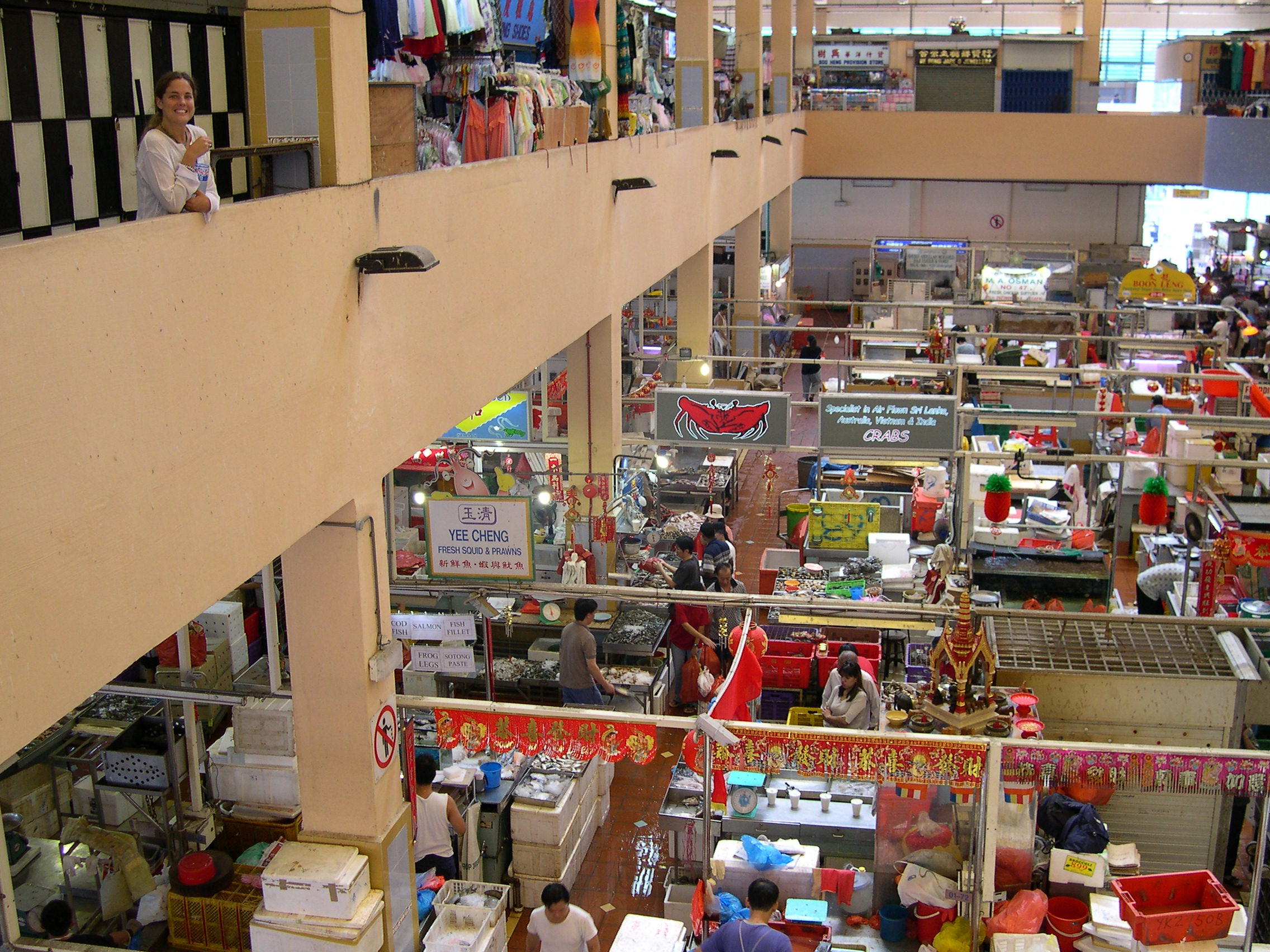
新加坡的傳統市場也稱作巴刹（Bazaar）

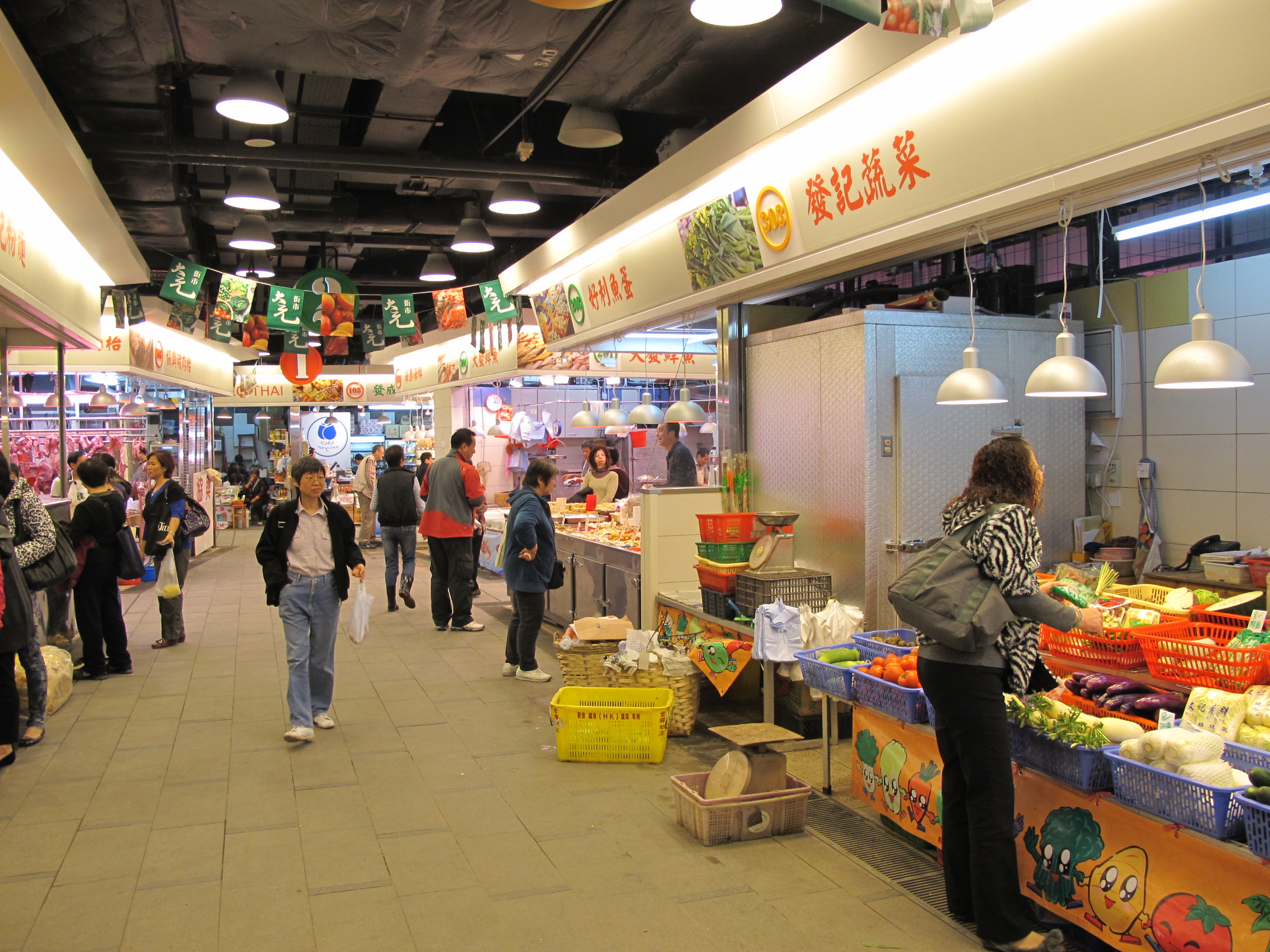
翻新後的大元街市內貌

傳統市場，又可稱為街市或「墟市」，是一種相對於超級市場的賣場，通常在一個社區中會有一個。它所販賣的商品主要是各式各樣新鮮的蔬菜、尚未宰殺的雞、魚等等，除此之外，在這之中，也可能有餐飲店、雜貨店、服飾店等商店座落於其中。傳統市場新年前會賣年貨（年宵市場）；以傳統市場營業時間區分，專賣早中午的為「早市」，專賣下午至通勤下班時間的為「黃昏市場」，夜晚營業則為「夜市」。
由於超級市場的出現，搶去傳統市場不少客源，但因顧客的購物習慣（主要受年齡影響）不同，傳統市場仍然佔有一定的地位。傳統市場可讓人殺價或要求贈品；有些人也認為傳統市場販賣的食材較新鮮。

## 歷史
傳統市場是集市，西方社會也有，或者叫作跳蚤市場。農村經濟時代，商業不發達，墟市不是每天24小時一年365日存在的。農民生產出現有余，所以農民之間互通有無，可以是以物易物或者用貨幣購買。是一種約定時日墟期出現的傳統市場，通常是秋收之後。墟期過後，人潮散去，買賣雙方又要等下一次墟期。

## 環境
傳統市場的环境有封闭的、半封閉、以及露天的。即使是露天的，許多攤商也會自備遮陽棚或遮雨棚。
有些傳統市場在環境上並不讓人感到十分舒適，地上髒亂且多有水漬。此外，市場中人潮洶湧，需要花費較多時間來選取商品，且由于人们互相讲价，所以傳統市場的吵杂声非常的大。

## 各地情況

### 中国大陆
目前，大多数的傳統市場主要存在中国大陆的中小城市，但是大城市像北京、上海也有，只是由于大型跨国超市的进入，為数並不多。大多大陆传统市场属于农贸市场。在中国大陆的城市，由于经济的发展，现在人们购买食品，越来越多地去往超市。但是喜欢讲价的人，还是去傳統市場。尤其是中老年妇女喜欢去那里购买食品。

### 香港
香港現存著名的傳統市場有大埔墟、聯和墟、元朗墟、旺角花墟、金魚街、女人街、西營盤正街、北角春秧街和筲箕灣東大街等等，香港房屋委員會在興建公共房屋時亦會在部分屋邨興建「街市」，大部分均已在2005年售予領匯房地產信託基金（已改名為領展房地產信託基金）。此外少數發展商在興建私人屋苑時亦會興建「街市」，如置富花園、新港城、新都城等。香港早年的傳統市場多設於街道旁邊，故稱為「街市」（Street market/Wet market）。由於現時很多街市已遷入食物環境衞生署管理的市政大廈內的室內地方，所以現在已經甚少見墟市，而且現在的墟已經不再是指街市，而是廣泛用作一個地方的名稱，例如大埔墟及聯和墟，現時兩地的街市稱為大埔墟街市及聯和墟街市。
領展及其外判街市承辦商曾將旗下不少街市翻新，首個翻新的街市為大元街市。另外，領展亦會將部分街市轉為零售店舖（如天耀街市、黃大仙中心街市），也會將部分街市擴大面積，將部分商場面積改為街市（如天盛街市、翻新中的TKO Gateway街市）。經領展翻新後的街市一般通道較寬闊，環境也較佳，亦提供電子付款服務，部分街市更引入特色裝修和檔舖（如逸東街市翻新後改名香港街市，並以九龍城為造型），但由於翻新後租金上升，甚至原有檔戶不能繼續在翻新後的街市經營，而部分街市承辦商亦同時經營檔舖，因此被部分關注團體非議。
此外，部分地區的小販會趁天未光時在街上甚至一些公共地方擺檔，稱為天光墟。
由於香港曾在1997年爆發禽流感，香港對售賣活禽有嚴格限制，亦導致不少販商改售預先屠宰的冰鮮肉類。

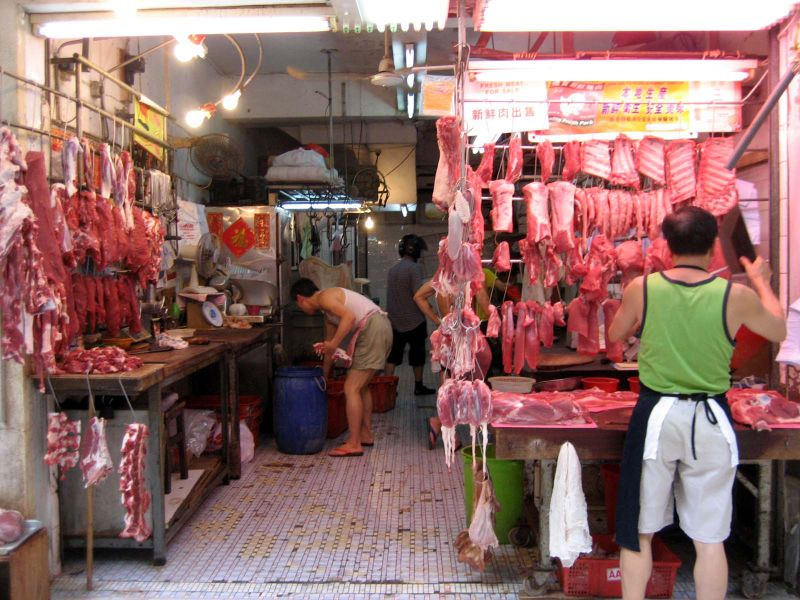
香港室內「街市」的豬肉店
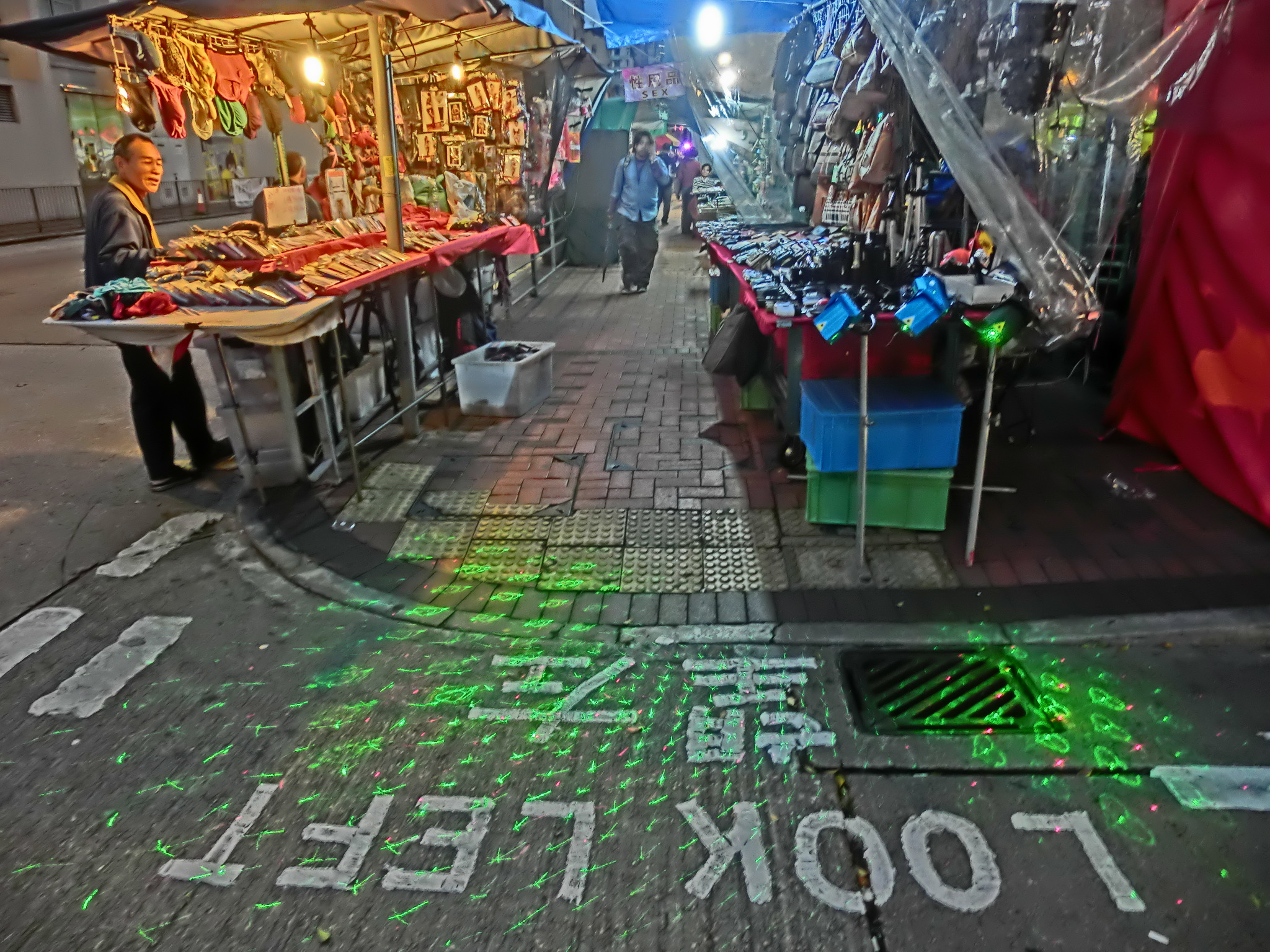
採用雷射裝飾的菜市場

### 澳門
隨著澳門人口的發展，澳門區內出現了不少大小街市。除了一些獨立建築的街市，澳門還有一些露天的街市，如：義字街、青草街等。昔日澳門的街市大多不只是菜市場的單一用途。例如昔日在海傍的祐漢街市，除菜市場功能外，其“美基內市場圍”是社區活動中心。另一些昔日澳門的街市，與戲院連結在一起，戲院設在樓上，街市在樓下。昔日澳門古老的街市，已隨社會的變遷而消失、擴建或遷址，被現代化的街市所取代。

### 臺灣
臺灣雖然擁有高密度的超市和便利商店，但傳統市場仍十分興盛，在大都市亦然。臺灣有一些公共街市（如臺北市公有南門市場），也有觀光夜市（如士林夜市）。由於傳統市場可議價及濃厚的人情味等，因此有不少人仍偏好到傳統市場購買食品。
臺灣許多市場擁有非常久遠之歷史，幾乎與聚落同時形成。但諸多早年市場衛生情況不佳，政府已著手輔導改建並定期抽查。